# Зомби по имени Фидо
«Зомби по имени Фидо» (англ. Fido) — канадский фильм режиссёра Эндрю Кари, чёрная комедия про зомби.

## Сюжет
Действие фильма разворачивается в альтернативном варианте США 1950-х годов в мире, пережившем зомби-апокалипсис. Земля прошла сквозь облако странной космической пыли, излучение которой привело к появлению оживших мертвецов (зомби). Благодаря открытиям доктора Брайана корпорации «Зомкон», на которую он работал, удалось вновь наладить "нормальную" жизнь на планете. Найдя способ брать зомби под контроль, используя специальные электронные ошейники, усмиряющие жажду к свежей плоти, а также построив специальные ограждённые зоны для живых людей, корпорация «Зомкон» создает новый мир…
События развиваются вокруг семьи Робинсонов, живущих в безопасной зоне в городке Уиллард, и их отношений с приобретённым в качестве домашней обслуги зомби Фидо, на время выходящим из-под контроля удерживающего устройства и кусающем однажды миссис Хендерсон — их соседку.
Фидо покупается, чтобы не ударить в грязь лицом перед их соседом мистером Боттомсом, являющимся представителем корпорации «Зомкон».
Бо́льшую часть фильма рассказывается о проблемах мальчика Тимми, который выступает здесь главным героем, и о том, как послушный зомби, становясь его другом, помогает их решать. Он заменяет ему в играх отца, а также является его защитником от школьных хулиганов. Несколько раз он спасает его от верной смерти при нападении «диких» зомби.

## Интересные факты
- Фидо в США — популярная собачья кличка.
- Название города Уиллард фигурирует в фильме 1968 года «Ночь живых мертвецов». Об этом городе, как о ближайшем населённом пункте рассказывают Том и Джуди у Зои.

## В ролях
| Актёр             | Роль                |
| ----------------- | ------------------- |
| Дэвид Кэй         | рассказчик          |
| Керри-Энн Мосс    | миссис Робинсон     |
| Билли Коннолли    | Фидо                |
| K'Sun Ray         | Тимми Робинсон      |
| Мэри Блэк         | миссис Хендерсон    |
| Дилан Бейкер      | мистер Робинсон-ст. |
| Тиффани Найт      | миссис Миллс        |
| Генри Черни       | мистер Боттомс      |
| Алексия Фэст      | Синди Боттомс       |
| Тим Блейк Нельсон | мистер Теополис     |

## Награды
- Гильдия режиссёров Канады — лучшая работа художника-постановщика;
- Genie Awards — лучшая работа художника-постановщика;
- Кинофестиваль в Жерармере — лучшие титры, спецприз жюри